# Ralph DePalma
Ralph DePalma, född den 19 december 1882 i Troia, Italien, död den 31 mars 1956 i South Pasadena, Los Angeles, Kalifornien, USA, var en italiensk-amerikansk racerförare.

## Racingkarriär
DePalmas familj emigrerade från Italien till USA 1893, då han var elva år gammal. Han tävlade med motorcyklar som ung, men började med bilracing från och med 1909, och kom att vinna National Championship två gånger. Den första gången var 1912, innan han vann ännu en gång 1914. DePalma är mest känd för 1912 års upplaga av Indianapolis 500, då han ledde 196 av 200 varv. Med några få varv kvar gick en kolv sönder i motorn, och DePalma och hans färdmekaniker Tom alley hoppade ur bilen och började knuffa bilen mot mållinjen. De visste att de inte skulle vinna några prispengar om bilen inte gick i mål. DePalma lyckades knuffa bilen över mållinjen men fick nöja sig med en tiondeplats. DePalma fick dock sin revansch genom att vinna Indy 500 1915, men är mest ihågkommen för den dramatiska målgången 1912. DePalma kom aldrig mer bland de tre bästa i mästerskapet, och från och med säsongen 1921 var han en skugga av den förare han varit i sina yngre dagar. Han körde dock ända fram till 1933, och avslutade sin karriär med en niondeplats i Syracuse. DePalma avled 73 år gammal 1956.